# Maria Asumpta
Le Maria Asumpta est un brick à coque bois, construit en 1858 dans le chantier naval Pica de Badalone en Catalogne (Espagne), ce qui en faisait le patriarche parmi les grands voiliers, le plus ancien voilier naviguant au monde.
Après sa restauration en 1980 par des particuliers anglais, il participe à de nombreuses fêtes maritimes et rassemblements. Il fit naufrage le 31 mai 1995.

## Histoire
Ce brick, à son lancement, fut d'abord employé pour le commerce des produits textiles entre l'Argentine et l'Espagne. Il fut aussi employé pour le transport des esclaves et du sel.
Dans les années 1930 un moteur a été installé, et il a été rebaptisé Pepita. 
Son gréement fut réduit, et en 1953  il a pris le nom de Ciudad de Inca. 
En 1978, il navigua sans mâts en Méditerranée.
En 1980, il devait être détruit : ses propriétaires voulaient vendre ses machines. Deux Anglais, Mark Litchfield Cecil et Robin Wright, qui avait fondé la société Clipper Chine, achètent le Ciudad de Inca pour la valeur de ses moteurs et le restaurent.
En 1982, le brick commença une nouvelle carrière de croisières, de réceptions et de tournages de films. Il navigua même au Québec sur les Grands Lacs.
En 1988, il est rebaptisé Maria Asumpta et devient un yacht privé. 
Il participe à l'Armada de la liberté à Rouen en 1994.

### Naufrage
Le 31 mai 1995, le Maria Asumpta a fait naufrage en quelques minutes près de Padstow, sur la côte nord des Cornouailles britanniques : ses moteurs sont tombés en panne et il a heurté un récif submergé. Trois membres de l’équipage y ont laissé leur vie.